# Rhinoleucophenga pallida
Rhinoleucophenga pallida är en tvåvingeart som beskrevs av Friedrich Georg Hendel 1917. Rhinoleucophenga pallida ingår i släktet Rhinoleucophenga och familjen daggflugor.
Artens utbredningsområde är Peru. Inga underarter finns listade i Catalogue of Life.